# Wieder vom Schlangenbräutigam
Wieder vom Schlangenbräutigam ist ein Volksmärchen (AaTh 433 B: König Lindwurm + 425 A: Armor und Psyche), das im serbischen, kroatischen, rumänischen, ungarischen, griechischen und italienischen Sprachraum bekannt ist.

## Handlung
Einst lebte eine Zarin, die keine Kinder bekommen konnte, also flehte sie Gott an, ihr ein Kind zu geben, selbst wenn es eine Schlange wäre. Die Bitte wurde erhört und sie zog ihren Schlangensohn groß, bis dieser im Alter von 22 Jahren vermählt werden wollte. Er findet eine arme Waise, die sich zur Heirat bereit erklärt und schwanger wird, woraufhin die Zarin die Waise bedrängt, ihr zu sagen, wie dies möglich sei, sodass die Waise ihr verrät, dass sich der Schlangensohn in der Nacht in einen schönen Jüngling verwandelt. Anschließend beraten sich die beiden und entwenden dem Jüngling des Nachts sein Schlangenhemd, das ins Feuer geworfen wird, um den Jüngling dauerhaft von seiner Schlangenform zu befreien. Da erwacht der Jüngling entsetzt und schreit, dass er nun entschwinden und seine Frau sehr lange nach ihm suchen müsse und sie auch das Kind nicht eher entbinden könne, als bis er seinen Arm um sie lege.
Nach drei Jahren beschließt die immer noch schwangere Ehefrau ihren Mann zu suchen. Sie kommt zur Sonnenmutter, deren Sprössling ihr aber nicht sagen kann, wo sich ihr Mann befindet, jedoch erhält sie einen goldenen Spinnrocken mit goldenem Flachs und mit goldener Spindel. Bei der Mutter des Mondes und ihrem Sohn angelangt, läuft es nicht anders, doch bekommt sie eine goldene Glucke mit Kücken mitgegeben. Als sie der Windmutter begegnet, kann deren Sohn ihr mitteilen, dass ihr Mann Herrscher in einem anderen Zarenreich ist und sich dort vermählt hat. Die Windmutter gibt ihr einen goldenen Webstuhl mit goldenem Garn und Schiffchen und der Wind rät der Ehefrau, sich mit den drei Gaben von Sonnen-, Mond- und Windmutter vor das Zarenschloss zu stellen, dort zu weben und die Glucke mit ihren Kücken laufen zu lassen sowie zu füttern.
Als die Ehefrau den Rat in die Tat umsetzt, wird sie von der fremden Zarin erblickt, die diese Kostbarkeiten zu begehren beginnt und fragen lässt, ob sie verkäuflich seien. Für eine Nacht mit dem Zaren ist die Ehefrau dazu bereit, eine der Kostbarkeiten herzugeben, worauf die Zarin eingeht, ihrem Mann aber einen Schlaftrunk verabreicht. Des Nachts spricht die Ehefrau mit ihrem früheren Gatten und bittet ihn sie zu umarmen, doch dieser hört und sieht sie nicht, also muss sie ihn unverrichteter Dinge wieder verlassen. Im Tausch für die zweite Gabe bekommt sie eine weitere Nacht mit dem Zaren, die ebenfalls erfolglos verläuft, doch am nächsten Morgen berichtet eine Wache dem Zaren von der Frau, die des Nachts mit ihm spricht, also täuscht dieser in der dritten Nacht die Einnahme des Schlaftrunks nur vor. Als die Ehefrau ihn abermals bittet sie zu umarmen, kommt er dem sofort nach, woraufhin sie augenblicklich einen Jungen gebiert. Der Zar verlässt daraufhin seine zweite Frau und kehrt zusammen mit seiner ersten Frau in ihr früheres Zarenreich zurück.

## Versionen und Hintergrund
Die serbische Version stammt aus Vuk Stefanović Karadžićs Werk Volksmärchen der Serben (Berlin 1854, Nr. 10), das von dessen Tochter Wilhelmine Karadžić ins Deutsche übersetzt wurde. Sie bekam im Deutschen die Titel Wieder vom Schlangenbräutigam und Der Schlangenbräutigam und wurde 1840 in Zemun von Dimitrije Čobić nach einer alten Frau namens Filipa aufgezeichnet. Eine rumänische Version findet sich, unter dem Titel Der Junge in der Schlangenhaut, in dem Werk Märchen und Sagen aus dem Banater Bergland (Bukarest 1974, Nr. 41) von Alexander Tietz.
In einer kroatischen Version tötet der Schlangensohn die ersten beiden Mädchen bevor er auf seine Zukünftige trifft. Nach dessen Verschwinden begegnet seine schwangere Frau, auf der Suche nach ihm, drei Brüdern, denen sie Stiefel, die mit einem Schritt ein Königreich überspringen können, einen Mantel, der Unsichtbarkeit verleiht und eine Münze, die Blitze schleudern kann entwendet, mit deren Hilfe sie ihren Gemahl zurückgewinnt. Diese Version, die im Deutschen den Titel Der Schlangenbräutigam trägt, stammt aus Milena Papratovićs Volksmärchen aus der Gegend von Dakovo (Nr. 9) und wurde von ebendieser 1935 oder 1936 im Dorf Pridvorje (Umgebung Đakovo, Slawonien) nach Luca Bosančić aufgezeichnet.
In einer ungarischen Version sind es ein König und eine Königin, die, nachdem die Königin Gott angerufen hatte, einen Schlangensohn bekommen und später die Tochter des Nachbarkönigs so lange mit ihrem Sohn in ein Zimmer sperren, bis diese die Schlange in ihr Bett lässt, welche sich daraufhin in einen Prinzen verwandelt. Es erschienen hier der Mond, der Sonnenschein, der leichte Wind und der Sturm. Auch sind die Gaben etwas anders. Die böse zweite Frau des Prinzen findet am Ende den Tod. Diese Version findet sich in dem Werk Neue Sammlung Ungarischer Volksdichtung, dessen achter Band den Titel Volksmärchen aus Kakasd (Budapest 1955) trägt und von Linda Dégh stammt. Das Märchen steht dort ab Seite 137 und wurde 1950 von der Witwe Palkó erzählt, die von der ungarischen Regierung den Titel „Meister der Volkskunst“ verliehen bekam. Übersetzt wurde es als Der Schlangenprinz.
In einer griechischen Version wird eine Wesirsfrau dazu gebracht eine ihrer Töchter mit dem Schlangensohn der Königin zu vermählen. In der Brautnacht zieht die Angetraute dann vierzig Hemden an und jedes Mal, wenn der Schlangensohn zu ihr sagt „Entkleide dich“ entgegnet sie ihm „Entkleide dich auch“, solange, bis er seine vierzig Schlangenhäute abgelegt hat und als ein schöner, junger Mann vor ihr steht. Nach dessen Verschwinden sucht sie die Schwestern der Sonne auf, die ihr den Weg weisen. Ebenfalls werden andere Gaben genannt. Diese Version stammt von der Insel Poros (Kalauria) und ist in Johann Georg von Hahns Griechische und Albanesische Märchen (Leipzig 1864, Nr. 100) unter dem Titel Das Schlangenkind abgedruckt. Hahn bemerkt, dass das Märchen eine Zusammensetzung der Tierkinderformel Nr. 7, der Frejaformel Nr. 2 und der weiblichen Käuflichkeit Nr. 5a ist. Auch vergleicht er den dritten Teil des Märchens mit dem Schlussteil des Märchens Das singende springende Löweneckerchen der Brüder Grimm und dem Märchen Pinto Smauto aus der Sammlung Pentameron des Giambattista Basile. Weiterhin vergleicht er das ähnliche walachische Märchen Trandafiru, das in Arthur und Albert Schotts Walachische Maehrchen (Stuttgart / Tübingen 1845, Nr. 23) zu finden ist und von einem wunderschönen Mann handelt, der bei Tag ein Kürbis ist.
Eine ungarische Roma-Version, die 1942 von Gyula Mágai erzählt und von Sándor Csenki aufgezeichnet sowie in dem Werk A cigány meg a sárkany (Budapest 1974) veröffentlicht wurde, erzählt von dem Sohn eines Fürsten, der ein Stachelschwein ist. Der deutsche Titel lautet Vom Stachelschwein, das ein verwunschener Prinz war.
Zwei ähnliche Märchen, in denen eine Gräfin eine Schlange als Sohn bekommt und die Angetraute des Schlangensohnes in der Brautnacht auf die Aufforderungen, sich auszuziehen, entgegnet, er solle sich ausziehen, wodurch die Schlangenhäute abgeworfen werden und ein Jüngling erscheint, finden sich als Die Schlange in dem Werk Kinder- und Hausmärchen aus Süddeutschland (Regensburg 1854, S 173–179) von Ignaz und Josef Zingerle sowie als Siebenhaut in Ludwig Bechsteins Neues deutsches Märchenbuch.
Weitere Märchen, in denen eine Frau Gott bittet doch ein Kind zu bekommen und sei es nur eine Schlange und dieses dann heiraten möchte, sind Der Schlangenbräutigam (Anton Çetta, Albanien), Der Schlangenbräutigam (Vuk Stefanović Karadžić, Serbien) und Das Schlangenkind (auch Schlangenkind, Johann Georg von Hahn, Griechenland).
Mit dem Stoff verwandt ist auch das Märchen Der weiße Wolf von Ludwig Bechstein.

## Versionen mit Vogelmotiv
In einer Version aus dem Schweizer Tessin wird ein Prinz erst in ein Schwein und dann in einen Vogel verwandelt. Seine Gemahlin begibt sich daraufhin auf die Suche nach ihm, begegnet drei Menschenfressern und wird dann durch den Nordwind zu ihm gebracht. Im Tausch für die drei Kleider kann sie ihn schließlich einer bösen Prinzessin entreißen. Diese Version wurde 1982 von Jolanda Bianchi-Poli in Brusino erzählt und bekam im Deutschen den Titel Der Vogel mit dem goldenen Schweif. Laut dem Werk Die Märchen der Weltliteratur – Märchen aus dem Tessin (Köln 1984) von Pia Todorović-Strähl und Ottavio Lurati findet das von Apuleius überlieferte Amor-und-Psyche-Märchen großen Anklang im gesamten italienischen Sprachraum.
Eine ähnliche rumänische Version von Alexander Tietz ist unter dem Titel Das blaue Vögerl in dem Werk Märchen und Sagen aus dem Banater Bergland (Bukarest 1974, Nr. 1) abgedruckt, wobei das Mädchen in dieser einem blauen Vogel begegnet und die Menschenfresser der Mond, der Sonnenbrand und der große Wind sind. Verwandt ist auch das Märchen Das singende springende Löweneckerchen der Brüder Grimm.